# Liste des voies express d'Algérie
Une voie express est une desserte 2x2 voies avec un minimum d'échangeurs ou de passages souterrain sans feux de signalisation. En Algérie, comme dans l'ensemble des pays de la rive sud méditerranéenne, les voies express n’ont aucun statut légal. Sont considérées comme voies express des routes à deux fois deux voies, sans péage  et avec intersections à niveau (contrairement aux autoroutes) et de statut variable : voie rapide nationale, régionale, rocade et, à défaut d'avoir des périphériques urbains, des pénétrantes pour desservir les villes à partir de l'autoroute.

## Voies rapides

### Voie rapide Alger - Tizi Ouzou
- 1986 : Dar El Beïda - Bordj Menaïel de 62,5 km
- 1990 : Bordj Menaïel - Tizi Ouzou de 38 km
- 1990 : Pénétrante de Boumerdès de 4 km
- 2002 : Dédoublement Tizi-Ouzou - Tala-Toulmouts de 12 km
- 2005 : Rocade Sud de Tizi-Ouzou de 12,3 km

### Voie rapide Thenia - Lakhdaria
- 1990 : Thenia - Ammal de 10 km

### Voie rapide Alger - Blida
- 1990 : Birkhadem – Blida de 32,5 km
- 2006 : El Harrach -  Baraki de 7 km

### Voie rapide Oran - Tlemcen
- 2010 : Tlemcen - Aïn Temouchent de 74 km
- 2010 : Aïn Témouchent - Oran de 68 km

### Voie rapide Zahana - Sidi Bel Abbes
- 2009 : Zahana - Sidi Bel Abbes de 47 km

### Voie rapide Oran - Arzew
- 1988 : Oran - Gdyel - Arzew de 30 km

### Voie rapide Bordj Bou Arréridj - El Eulma
- 2006 : Bordj Bou Arriedj - Sétif de 66 km
- 2009 : Sétif - Amoucha de 18 km
- 2002 : Sétif - El Eulma de 27 km
- 2009 : El Eulma - Tadjenanet de 24 km
- 2010 : Sétif - Ain Oulman de 33 km
- 2011 : contournement nord-est de Sétif de 18 km

### Voie rapide Béchar – Béni Ounif
- Béchar – Béni Ounif sur 101 km 2 × 2 voies ( en construction).

### Voie rapide Khemis Miliana - Tissemsilt
- Khemis Miliana - Tissemsilt sur 160 km 2 × 2 voies ( en construction).

### Voie rapide Blida-Media
- Blida-Media sur 32 km 2 × 2 voies ( en construction).

### Voie rapide Media -Djelfa
- Media -Djelfa  sur 130 km 2 × 2 voies ( en construction).

### Voie rapide Djelfa-Laghouat
- Djelfa-Laghouat sur 108 km 2 × 2 voies ( en construction).

## Rocades

### Rocades d'Alger

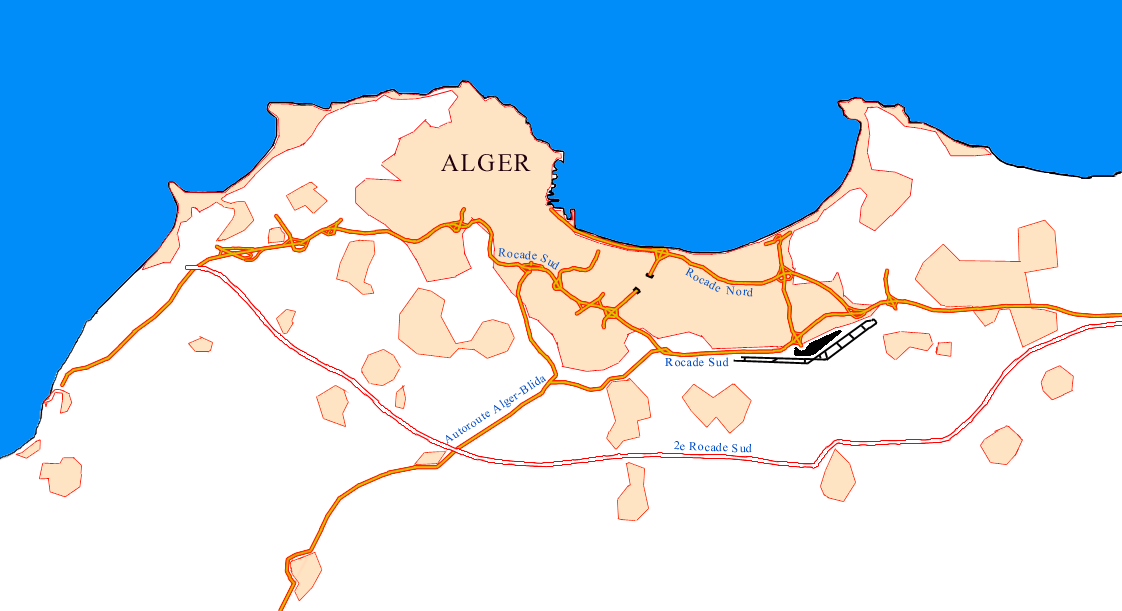
Réseau autoroutier d'Alger

- 1985 : Autoroute de l'Est (Alger-Centre - Dar El Beïda) de 16 km
- 1988 : Liaison rocade Nord - rocade Sud (Mohammadia - Oued Ouchaïah) de 4 km
- 1988 : Rocade Nord (Bordj El Kiffan - Aéroport) de 4,5 km.
- 1996 : Rocade Sud (Douaouda - Dar El Beïda) de 45,5 km
- 2009 : Deuxième rocade Sud (Zéralda - Boudouaou) de 68 km. 2x3 voies

### Rocades d'Oran
- 1989 : Pénétrante Sud (A62) (Oran - Es Sénia - Oued Tlelat) de 22 km
- 2007 : 1re Rocade Sud (1ère rocade) (Bir El Djir – Es Sénia - Messerghine de 32 km
- 2021: 2ème rocade sud (2ème rocade) (belgaid-El kerma) 25 km
- 2007 : Es Sénia - Sidi Chami de 6 km

### Rocades deAnnaba
- 1985 : Berrahal - Annaba de 28,5 km
- 1985 : Rocade Est de 3,5 km
- 2005 : Pénétrante Sud (El Hadjar - El Bouni - Annaba) de 11,5 km

### Rocades deConstantine
- 1988 : Rocade Est (Constantine - El Khroub- El Gourzi) de 35 km
- 2004 : Rocade Sud (Aïn Smara - Zighoud Youcef) de 31 km
- 2008 : Rocade Nord-Est (Ali Mendjeli - El khroub) de 10 km

### Rocades deBatna
- 1997/2009 : Batna - Ain yagout de 40 km
- 2002/2010 : Batna - Aïn Touta - Elkantara de 60 km
- 2010/2011 : Batna - Ain djasser de 60 km

### Rocades de  Tipaza
- 2011 : Rocade Bou Ismaïl-Cherchell-Sidi Ghiles: 82 km

## Pénétrantes
Pénétrante Sour El ghozlane-Bouira A-E-O
 2018 Pénétrante Sour El Ghozlane A-E-O: 31 km

### Pénétrante A1 Tipaza A-E-O
- 2010 Pénétrante Tipaza A-E-O: 17 km

### Pénétrante A3 - Oran-A.E.O
- 2011 : Pénétrante A1 - Oran 30 km

### Pénétrante A2 - Jijel- A.E.O
- Pénétrante A2 - Jijel-mila-Setif: 100 km ( en construction)

### Pénétrante A2 Skikda- A.E.O
- Pénétrante A2 - Skikda - A.E.O: 40 km ( en construction)

### Pénétrante A2 Tizi Ouzou- A.E.O
- Pénétrante Tizi Ouzou- A.E.O 38 km ( en construction)

### Pénétrante A3 Chlef-Ténes- A.E.O
- Pénétrante Chlef-Ténes- A.E.O 53 km ( en construction)